# Jacques Bonaud de Sauzet
 Jacques Bonaud de Sauzet, né probablement vers la fin du XVe siècle à Sauzet et mort probablement dans la première moitié du XVIe siècle à Nîmes, est un juriste du XVIe siècle. Il est en 1526 l'éditeur et le commentateur du Contra rebelles suorum regum, un traité juridique et politique rédigé originellement en 1419 par Jean de Terrevermeille. De la même façon que Terrevermeille défendait le roi de France, Charles VI, et son fils, le Dauphin Charles, contre le duc de Bourgogne, Jean sans Peur, Bonaud entend défendre le principe monarchique menacé dans le contexte de rébellion du connétable Charles III de Bourbon et surtout de la captivité de François Ier après la bataille de Pavie.

## Biographie
Jacques Bonaud est le fils d'un modeste laboureur et de Jacquette Besuc. Il se marie à Nîmes le 22 novembre 1519 avec Catherine Pavée, fille de Jean Pavée, notable nîmois et seigneur de Servas. Il obtient ses grades de licencié dans les deux droits à l'université de Montpellier avec ses maîtres Guillaume Boscarin et Pierre De la Pierre en 1520. Léon Ménard le mentionne en 1522 comme avocat et conseiller en la cour du sénéchal de Nîmes.

## Le contexte de l'édition desTractatus
C'est en raison d'une épidémie de peste ayant provoqué l'interruption des cours, obligeant maîtres et étudiants à se réfugier à la campagne, et sur recommandation de son libraire Constantin Fradin, que Bonaud se charge d'annoter les Tractatus. Dans son Epistola, il se déclare pauvre et c'est aussi l'appât du gain qui l'a décidé à entreprendre ce travail. Fradin obtient le privilège de la régente Louise de Savoie, le 17 novembre 1525 et l'impression est achevée le 3 décembre 1526 à Lyon. C'est à Antoine Duprat que Bonaud dédie l'édition de 1526 des Tractatus contra rebelles suorum regum. « Il demeure que le choix d'une œuvre destinée à protéger le principe monarchique contre les prétentions du duc de Bourgogne au moment de la folie de Charles VI ne peut pas ne pas porter la marque des sombres circonstances de la captivité de François Ier ».

## Œuvre et idées politiques
- (la) Jean de Terrevermeille et Jacques Bonaud de Sauzet, Joannes de Terra Rubea Contra rebelles suorum regum, Lyon, Constantin Fradin et Jean Crespin, 3 décembre 1526, 242 p. (BNF 31445017, lire en ligne).

### Epistola Jacobi Bonaudi
Dans cette lettre introductive, Bonaud écrit la première biographie de Jean de Terrevermeille. La seconde, en partie contradictoire avec la précédente, est rédigée par Léon Ménard en 1752, dans le troisième tome de son Histoire civile, ecclésiastique et littéraire de la ville de Nismes. L'Epistola « passe à juste titre comme une présentation élogieuse de Jean de Terrevermeille, du fait que Bonaud se complaît à développer une fructueuse analyse étymologique du nom de Joannes de Terra  Rubea ».

### Contra rebelles suorum regum
La théorie de la succession de Terrevermeille est la seule partie de son œuvre à connaître une postérité, preuve que son manuscrit a circulé. Louis de Gallois y recourt en septembre 1435 puis Jean Juvénal des Ursins en 1449 et Guillaume Benoît à la fin du XVe siècle.
En revanche, aucun manuscrit du Contra rebelles suorum regum de 1419 n'a été conservé. Sa plus ancienne version connue est, par conséquent, son editio princeps par Jacques Bonaud de Sauset, imprimée et parue à Lyon en 1526. Il s'agit de sa seule édition complète. Les deux premiers traités ont été édités par François Hotman à Francfort-sur-le-Main en 1585 puis à Genève en 1586.

### Panegyricus ad Franciam Franciaeque regem
Pour rédiger ce court Panégyrique de la France et de son roi, destiné à donner plus de lustres à certaines affirmations de Terrevermeille, Bonaud a lu le traité de Robert Gaguin, le Compendium de origine et gestis Francorum (1495). Barthélemy de Chasseneuz et Charles de Grassaille utiliseront à leur tour le Panegyricus.

## Sources

#### Ouvrages
- [Ménard 1752] Léon Ménard, Histoire civile, ecclésiastique et littéraire de la ville de Nismes : avec des notes et les preuves, suivie de dissertations historiques et critiques sur ses antiquités et de diverses observations sur son histoire naturelle, t. 3 : de 1378 à 1481, Paris, Hugues-Daniel Chaubert et Claude Hérissant fils, 1752, 1re éd., X-272-24-378-[1], in-4o (BNF 30924311, lire en ligne).
  - « Mort de Jean de Terre-Vermeille, avocat du roi de la sénéchaussée de Nismes », part. 1, liv. 9 (« de 1400 à 1451 »), XCVI, p. 172-176 [lire en ligne].
  - « Note sur l'épitaphe de Jean de Terre-Vermeille, de Nismes, avocat du roi de la sénéchaussée de Beaucaire, et sur l'édition de son ouvrage », part. 2 (« Notes sur l'histoire de la ville de Nismes »), XV, p. 17-19 [lire en ligne].
- [Barbey 1983] Jean Barbey (préf. de Marguerite Boulet-Sautel), La Fonction royale : essence et légitimité, d'après les Tractatus de Jean de Terrevermeille (texte remanié de la thèse de doctorat en droit soutenue en 1979 à l'université Paris-II – Panthéon-Assas), Paris, Nouvelles Éditions latines, 1983, 1re éd., V-410 p., in-8o (23 cm) (ISBN 2-723-30199-0, OCLC 417607315, BNF 34751922, SUDOC 000762253).
- [Soubeyran 2010] Benoit Soubeyran, Un juriste nîmois du XVIe siècle formé à Montpellier, Jacques Bonaud de Sauzet (mémoire d'histoire médiévale soutenu en septembre 2010 à l'Université Paul-Valéry-Montpellier et remanié en 2015), Montpellier, 2010, 2e éd., 53 p. (lire en ligne).

#### Articles
- [Giordanengo 1985] Gérard Giordanengo, « Jean Barbey. La Fonction royale. Essence et légitimité, d'après les Tractatus de Jean de Terrevermeille. Préface de Marguerite Boulet-Sautel. Paris : Nouvelles Éditions latines, 1983. In-8o, VI-417 pages. », Bibliothèque de l'École des chartes, vol. 143, no 1,‎ 1985, p. 195-198 (lire en ligne [fac-similé], consulté le 6 novembre 2016).
- [Jansen 1984] Philippe Jansen, « Un juriste nîmois défenseur de la fonction royale : Barbey (Jean), La Fonction royale. Essence et légitimité, d'après les Tractatus de Jean de Terrevermeille, Paris, Nouvelles Éditions latines, 1983 », Annales du Midi : revue archéologique, historique et philologique de la France méridionale, vol. 96, no 167,‎ juillet – septembre 1984, p. 319-321 (lire en ligne [fac-similé], consulté le 6 novembre 2016).
- [Krynen 1984] Jacques Krynen, « “La mort saisit le vif” : genèse médiévale du principe d'instantanéité de la succession royale française », Journal des savants, nos 3-4,‎ juillet – décembre 1984, p. 187-221 (DOI 10.3406/jds.1984.1482, lire en ligne [fac-similé], consulté le 6 novembre 2016).
- [Arabeyre 2007] Patrick Arabeyre, « Bonaud de Sauzet, Jacques », dans Jean-Louis Halpérin, Jacques Krynen, Dictionnaire historique des juristes français (XIIe – XXe siècle), Paris, PUF, 2007, 1re éd., p. 102-103.